# Różyńsk Wielki (gmina)
Różyńsk Wielki – dawna gmina wiejska istniejąca w latach 1946–1954 w woj. olsztyńskim (dzisiejsze woj. warmińsko-mazurskie). Siedzibą władz gminy był Różyńsk Wielki.
Gmina Różyńsk Wielki powstała po II wojnie światowej na terenie tzw. Ziem Odzyskanych. 28 czerwca 1946 roku jako jednostka administracyjna powiatu piskigo gmina weszła w skład nowo utworzonego woj. olsztyńskiego. Według stanu z 1 lipca 1952 roku gmina była podzielona na 18 gromad: Bzury, Czyprki, Dmusy, Dybowo, Guty Różyńskie, Jebramki, Krzywińskie, Kurczątki, Lipińskie, Marchewki, Monety, Nowaki, Olszewo, Rogale Wielkie, Różyńsk Wielki, Skarzyn, Taczki i Włosty.
Gmina została zniesiona 29 września 1954 roku wraz z reformą wprowadzającą gromady w miejsce gmin. Jednostki nie przywrócono 1 stycznia 1973 roku po reaktywowaniu gmin.
Nie mylić z pobliską gminą Różyńsk.